# Ахметов Рінат Леонідович
Ріна́т Леоні́дович Ахме́тов (тат. Ренат Леонид улы Әхмәтов, Rinat Leonid ulı Äxmätov; нар. 21 вересня 1966, Донецьк, Українська РСР) — український олігарх, банкір, економіст і політик волзько-татарського походження, народний депутат України від проросійської Партії Регіонів (2006—2007, 2007—2012), найбагатша людина України, президент ФК «Шахтар», власник кількох компаній, за даними розслідувачів, має кримінальне минуле[⇨]. Заслужений працівник фізичної культури і спорту України (1999). Був покровителем Віктора Януковича.

## Життєпис
Народився 21 вересня 1966 року в Донецьку в сім'ї шахтаря, за національністю — волзький татарин.
У 2001 році закінчив економічний факультет Донецького університету за спеціальністю «Маркетинг».
Згідно з твердженням колишнього партнера Ріната Ахметова Сергія Тарути, на початку існування бізнес-імперії Ріната Ахметова він впродовж п'яти років не виходив за периметр власного маєтку в Донецьку.
З 15 жовтня 1996 року — президент ФК «Шахтар» (після вбивства 11 жовтня 1995 Ахатя Брагіна).
В середині 2023 року Bloomberg констатує, що через вторгнення РФ, олігархи в Україні, включно з Ахметовим, втратили значну частку впливу.

### Депутатська діяльність
Член фракції Партії регіонів у ВРУ V скл. (№ 7 у виборчому списку на виборах 2006 року) та у ВРУ VI скл. (№ 7 у списку на виборах 2007 року). За словами керівника фракції Партії регіонів Олександра Єфремова, Ахметов надавав фракції серйозну підтримку, зокрема, аналітичні та експертні групи Ахметова розробляли для парламенту рекомендації по законопроєктах.
Ахметов є рекордсменом з пропущених засідань парламенту — за 4,5 роки роботи він пропустив 529 з 530 сесійних засідань, пройшовши письмову реєстрацію лише один раз. З депутатської картки Ахметова його колеги по фракції голосували за практично всі запропоновані Партією регіонів законопроєкти, в тому числі й за резонансний проєкт Закону України «Про засади державної мовної політики», який посилював статус російської мови, як у першому читанні, так і в цілому.
У парламентських виборах 2012 року участі не брав.

## Бізнес
1995 року зініціював створення Донецького міського банку («Донгорбанку») та очолив його.
2000 року Рінат Ахметов заснував компанію Систем Кепітал Менеджмент (SCM — System Capital Management), і з 7 квітня 2009 року є єдиним акціонером компанії.
SCM володіє контрольними пакетами акцій понад 500 підприємств, що працюють у гірничо-металургійній, енергетичній, телекомунікаційній, транспортній галузях, у банківському секторі, сільському господарстві, у сфері нерухомості тощо. Є одним із найбільших інвесторів в економіку України. 2013 року частка підприємств SCM у ВВП України становила 3,9%.
Головні активи Ахметова розташовано на Сході та Півдні України. З початку війни він втратив дві третини свого статку: це металургійні, енергетичні та аграрні потужності. Загалом росіяни зруйнували приблизно 70 його підприємств.
Азовсталь та ММК ім. Ілліча в Маріуполі були основою металургійного бізнесу Ахметова. Інші ж металургійні підприємства, «Запоріжсталь» та «Каметсталь», суттєво скоротили своє виробництво. ДТЕК втратила 70% зеленої генерації та 90% теплової генерації.
Рінат Ахметов — найбільший український платник податків на доходи фізичних осіб і є одним із провідних власників, чиї бізнеси приносять Україні найбільші податкові надходження. 2011 року він став найбільшим платником податків серед фізичних осіб, сплативши 67,8 млн грн. Та зберіг першість у наступні роки, зокрема сплативши 379,8 млн грн у сукупності за 2012—2014 роки. 2018 року 90,2 млрд грн відрахувань SCM склали 22,6% всіх надходжень до державного бюджету України. Його компаніям довіряють в США,
 і він везтиме LNG в Україну у 2024 році.

У липні 2022 року було оголошено, що Ахметов вийшов з медійного бізнесу. Було заявлено про плани «Медіа Група Україна» передати державі всі ефірні та супутникові телевізійні ліцензії та ліцензії друкованих медіа в Україні, а також припинити роботу онлайн-медіа. Це було пояснено набранням чинності закону про олігархів. Згодом у письмових відповідях журналістам Washington Post він заявив: «Вимоги цього закону мене не стосуються: я пішов з політики в 2012 році, задовго до вступу закону в силу, і повертатися в політику я не планую» (The requirements of this law do not apply to me: I quit politics in 2012, long before the law entered into force, and I do not plan to come back into politics). У 2023 році Ахметов завершив першу і почав будувати другу чергу найбільшої і Європі Тилігулської ВЕС. Міністр юстиції України Денис Малюська влітку 2022 року повідомив, що Рінат Ахметов більше не відповідає критеріям «олігарха».

### Активи
Активи Ахметова крім України представлені у Європі та Північній Америці. Чисельність співробітників підприємств, що належать СКМ, становить біля 200 тис. осіб. До основних активів Ахметова, станом на 2022 рік, належать наступні компанії:
- ТОВ «СКМ» (Україна)[44]
- Метінвест Холдинг (гірничо-металургійна компанія)
- ДТЕК (енергетика)
- «Укртелеком» (зв'язок)
- «Corum Group» (гірничодобувний бізнес; раніше — «Укрвуглемаш» та «Гірничі машини»[45])
- Перший Український Міжнародний Банк — з 16 липня 2011 об'єднав баланси з Донгорбанком, та з 14 березня 2015 — з банком Ренесанс Кредит[46]
- ЕСТА Холдинг (нерухомість)
- UMG Investments (інвестиції)
- Портінвест, Лемтранс та Трансінвест (транспортний бізнес)
- HarvEast Holding (сільське господарство)
- ФК «Шахтар» (спорт).

За час війни з лютого 2022 року зруйновано найбільші меткомбінати Ахметова «Азовсталь» та ММК імені Ілліча та 90 % теплової генерації ДТЕК.

### Рейтинги

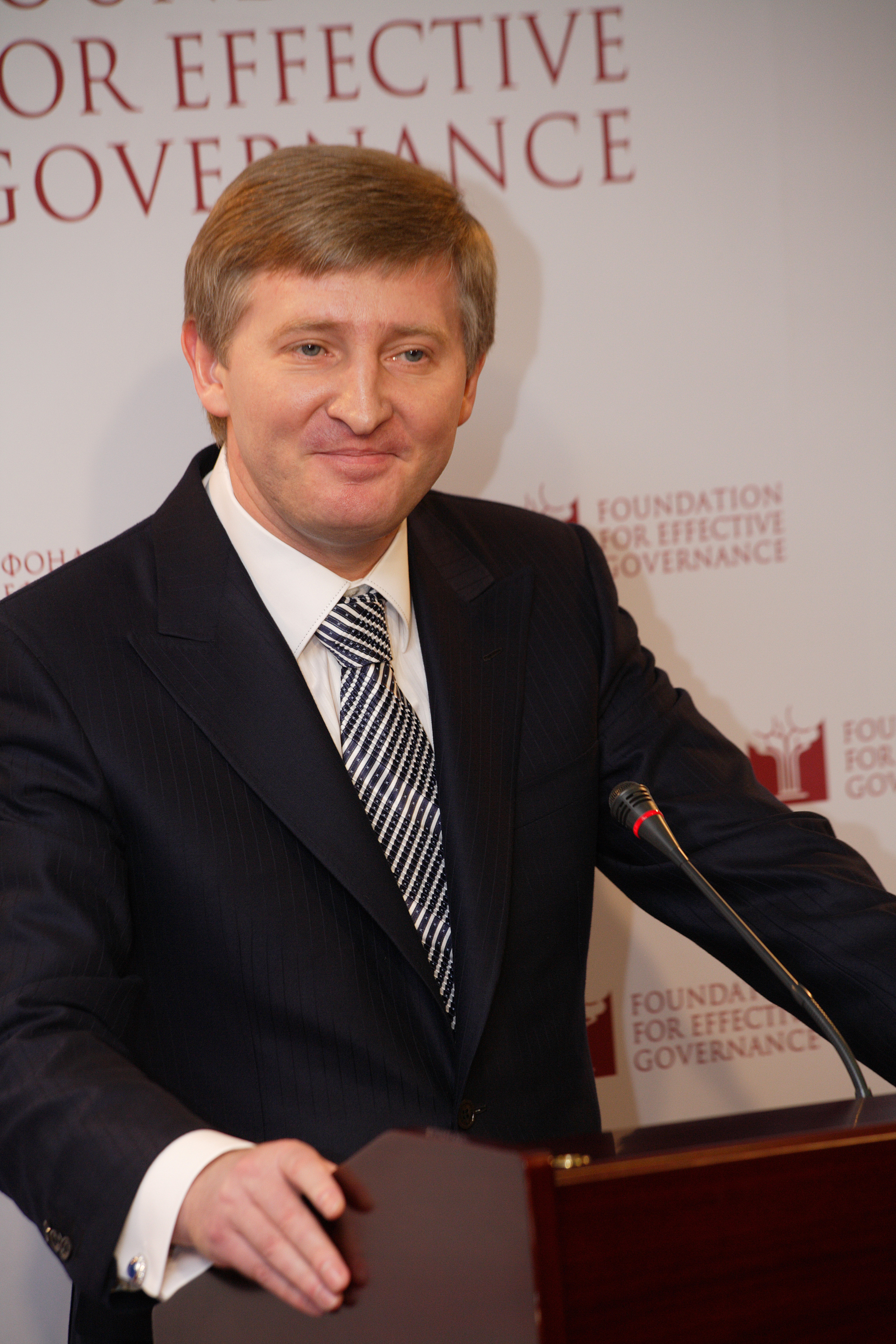
Ахметов, 2007

У рейтингах журналу «Кореспондент» «Найзаможніші люди України» Рінат Ахметов стабільно посідає перше місце:
- 2006 р. — $▲ 11,8 млрд.[49]
- 2007 р. — $▲ 15,6 млрд.[50]
- 2008 р. — $▲ 31,1 млрд.[51]
- 2009 р. — $▼ 9,6 млрд.[52]
- 2010 р. — $▲ 17,8 млрд.[53]
- 2011 р. — $▲ 25,6 млрд.[54]
- 2012 р. — $▼17,8 млрд.[55]
- 2013 р. — $▲18,3 млрд.[56]
- 2014 р. — $▼ 10,1 млрд.[57]
- 2019 р. — $▼ 7,7 млрд.[58]
- 2020 р. — $ 7,7 млрд.[59]
- 2021 р. — $▲8,5 млрд.[60]

Відповідно до щорічного рейтингу видання «Форбс» статки Ріната Ахметова складають:
| - 2006 р. — $ 1,7 млрд. (№ 451 у світовому списку мільярдерів) - 2007 р. — $▲ 4 млрд. (№ 217) - 2008 р. — $▲ 7,3 млрд. (№ 127) - 2009 р. — $▲ 1,8 млрд. (№ 397) - 2010 р. — $▲ 5,2 млрд. (№ 148) - 2011 р. — $▲ 16 млрд. (№ 39) - 2012 (березень 2012 р.) — 16 млрд $ (№ 39) - 2013 — $▼ 15,4 млрд. | - 2014 — $▼ 11,2 млрд. - 2015 — $▼ 6,7 млрд. (№ 201) - 2016 — $▼ 2,3 млрд. (№ 771) - 2017 — $▲ 4,6 млрд. (№ 359) - 2018 — $▲ 5,5 млрд. (№ 334) - 2019 — $▲6 млрд. (№ 272) - 2020 — $▼2,4 млрд. (№ 875) - 2021 — $▲7,6 млрд. (№ 327) - 2022 — $▼4,3 млрд. (№ 687) - 2023 — $▲5,7 млрд. (№ 442) - 2024 — $▼4 млрд. (№ 785) - 2025 — $▲7,9 млрд. (№ 390) |

Вперше до глобального рейтингу «Forbes» Ахметов потрапив у 2005 році зі статками у $ 2,4 млрд. Згідно з «Форбс Україна» статки Ахметова сягнули найвищої позначки у 2013 році. Дані оцінки стосуються не до особистого капіталу Ахметова, а вартості активів Групи SCM, прибуток від діяльності якої традиційно не розподіляється, а щорічно спрямовується на подальший розвиток бізнесу.
У 2012 році журнал «Фокус» розмістив бізнесмена у списку 20 найуспішніших аграріїв України, де він разом з іншим олігархом, проросійським політиком Новинським посів шосте місце (агрохолдинг HarvEast Holding — земельний банк — 220 000 га).
В рейтингу ТОП-100 найвпливовіших людей України 2013 року за версією журналу «Кореспондент» Ахметов посідає 2-ге місце.
У рейтингу журналу «НВ» «топ-100 найбагатших українців», опублікованому у жовтні 2019 року, статки Ріната Ахметова оцінено у $9,629 млрд та відзначено, що Ахметов є в Україні найбагатшим — навіть попри те, що протягом минулого року його статки зменшилися на 21 %. У 2021 році Ахметов знову очолив рейтинг NV. Його статки склали $11,5 мільярдів.
За рейтингом Bloomberg у березні 2023 року статки Ріната Ахметова сягнули $5,29 млрд (№ 465 у світі).

### Авіапарк
Станом на 2021 рік користувався трьома літаками:
- Airbus A319-100 ACJ (P4-RLA);[86][87][88][89]
- Два Dassault Falcon 7X.[86]

Влітку 2024 року через війну він виставив на продаж свої літаки.

## Благодійність
Посідає перші позиції за обсягом коштів, виділених на благодійність.
У грудні 2022 видання Washington Post назвало Ахмєтова найбільшим приватним донором під час війни, який надав допомоги на $100 млн. 2005 року Ахметов створив корпоративний благодійний фонд СКМ «Розвиток України» (з 2018 року — Фонд Ріната Ахметова). Головні напрямки діяльності: здоров'я нації, сім'я, адресна допомога, культура, освіта. З березня 2008 року фонд відокремлено від компанії, він діє як особистий фонд Ахметова, залишаючись партнером СКМ.
З 2007 по 2013 рік працював фонд «Ефективне управління», заснований та профінансований Ахметовим на суму $50 млн. Організація підтримувала органи влади та інститути громадянського суспільства в економічному розвитку України. За час роботи фонд презентував «Звіт про Конкурентоспроможність України» на Світовому економічному форумі та створив два кластери у Львові (IT і деревообробний).
У серпні 2014 року на базі фонду «Розвиток України» було створено Гуманітарний штаб Ахметова «Допоможемо», що надає гуманітарну допомогу у вигляді продуктових наборів, медикаментів, психологічної допомоги. За три роки штаб допоміг 1,14 млн людей, за його допомоги було евакуйовано 39 тис. людей із зони бойових дій з Росією. З лютого 2017 року штаб працює лише на підконтрольних Україні територіях. У Донецькій області штаб є однією з найбільш відомих благодійних організацій (2018).
У березні 2020 року Ахметов став фінансово допомагати в боротьбі з COVID-19, він став куратором низки областей (Донецької, Івано-Франківської, Луганської, Львівської) та окремих міст (Кривий Ріг). 2020 року Ахметов виділив 300 млн грн на боротьбу з коронавірусом. ФРА надав з 2014 року понад 13 мільйонів продуктових наборів. Фонд з початку війни передав 700000 одиниць медикаментів.

#### Допомога мусульманам України
21 квітня 2019 року Ахметов подарував кримськотатарській громаді земельну ділянку для будівництва культурного центру із мечеттю у Києві.

## Громадянська позиція
Наприкінці січня Ахметов 2014 року виступав за скасування законів про диктатуру (прийняття яких спершу підтримав), мав зустріч з послом США. У той же час, офіційна позиція Партії регіонів (у заявах від 3 грудня по 24 січня) залишалася іншою.
За словами одного з ватажків «ДНР» Дениса Пушиліна, Ахметов навесні 2014 року обіцяв постмайданівській владі в Україні, зірвати під час перемовин з проросійськими бойовиками проведення «референдуму» в Донецькій області, але ті бізнесмена вперто не слухалися:[джерело?]
|  | Рінат Ахметов, який був на стороні України, пообіцяв постмайданній владі зірвати референдум. Умовляв нас, намагався лякати. Ми з ним зустрічалися, від діалогу не відмовлялися, але твердо стояли на своєму: буде «референдум». Коли стало зрозуміло, що ні слова, ні погрози не діють, Ахметов вийшов в етер на телеканалі «Донбас»: ніякої «ДНР» не бувати. Та закликав всіх, хто розділяє цю позицію, на наступний день зібратися на Донбас Арені, а у 12 годині дня автомобілістам натиснути на клаксони. Протягом наступного дня на стадіон прийшли чоловік ледь двісті. А авто, які подали сигнал, і того менше. Притому що тільки на підприємствах Ахметова на Донбасі тоді працювали сотні тисяч людей. Ахметов все зрозумів та в той же день полетів. |

13 січня 2015 року холдинг «Сегодня мультимедиа» (входив у «Медіа Група Україна») призначив шеф-редактором газети «Сегодня» проросійського журналіста Олеся Бузини, у березні Бузину було звільнено.
Станом на 18 січня 2015 року, як стверджує Олексій Братущак, від усіх структур Ахметова лише капітан ФК «Шахтар» хорват Дарійо Срна у Бразилії висловив жалобу за загиблими 13 січня під Волновахою.
2014 року засудив дії російських та проросійських терористів, що окупували Донецьк, створивши так зване «ДНР».
Українські журналісти стверджували, що донецькими і луганськими озброєними сепаратистами, які захопили на початку квітня 2014 року Донецьку та Луганську ОДА та низку інших будівель та частково замінували їх і, за твердженням СБУ, утримували понад 60 заручників, керували люди Ахметова і Єфремова. Ахметов також начебто прибув вночі до сепаратистів Донецька і повідомив їм, що якщо почнеться штурм будівлі Донецької ОДА силовиками — буде разом з цими людьми.
31 січня 2015 року Генпрокурор Віталій Ярема заявив, що Ахметова як свідка допитали у справі про фінансування тероризму на Донбасі. ЗМІ повідомляли, що Ахметова допитували 22 січня протягом шести годин. Пізніше Ахметов підтвердив цю інформацію у своєму коментарі ЗМІ, зазначивши, що, на його думку, до нього більше питань нема.
1 жовтня 2015 року український військовий й журналіст Дмитро Тимчук повідомив, що у вересні Ахметов їздив на територію окуповану «ДНР», де відвідав школу, у якій він навчався, і пообіцяв відремонтувати власним коштом один з районів Донецька. Пресслужба Ахметова назвала цю заяву провокацією і запевнила, що Ахметов не був у Донецьку з моменту, як покинув місто у травні 2014 року. 19 листопада Тимчук заявив, що на Донбасі цілі райони залишаються під контролем Ахметова.
У березні 2017 року бізнеси SCM повідомили про втрату контролю над своїми підприємствами на території «ДНР», «ЛНР», підприємства під українською юрисдикцією, що розташовані на території самопроголошених республік, перейшли під їхнє «зовнішнє управління» і були націоналізовані.
У лютому 2023 року в тимчасова окупаційна «влада» Криму конфіскувала майно Ахметова.
Ахметов із початку повномасштабного вторгнення РФ спрямував на підтримку ЗСУ й цивільного населення 10 млрд грн.

### Реакція на російське вторгнення
«Я вже не раз казав і ще раз скажу: щасливим Донецьк, щасливим Донбас може бути тільки в єдиній і щасливій Україні», — сказав він 16 лютого 2022 року. 22 лютого 2022 року Ахметов оголосив про сплату SCM податків наперед на мільярд грн. Після початку повномасштабного вторгнення, Ахметов засудив дії російської влади й зупинив металургійні підприємства «Азовсталь» і Маріупольський металургійний комбінат, щоб вони не працювали під окупацією.
За даними Ахметова, протягом 2022—2024 року фондом «Сталевий фронт» було передано ЗСУ 6000 дронів, 700 автомобілів та спецмашин, 189 тис. одиниць захисної амуніції, зокрема, 150 тис. бронежилетів, 959 тис. продуктових наборів, 2 млн одиниць медикаментів, 596 тис. літрів палива.
19 липня 2022 р. Ахметов заявив, що укладення мирного договору з Російською Федерацією можливе лише на умовах України, тобто, виведення військ Росії з
окупованих територій та повернення конролю над окупованими територіями. Олігарх заявив, що Україна бореться не лише за свою Свободу та свободу усієї Європи.
Метінвест виробляє крицю, з якої виготовляють захисні пластини для бронежилетів. Військовим, теробороні, рятувальникам та силовикам було передано 150 тис. штук. Компанія почала серійне виробництво сталевих танкових екранів для захисту від FPV-дронів, станом на кінець травня 2024 року виготовлено 25 систем захисту, з яких сім — для танків M1 Abrams.
З 24 лютого до травня 2022 року було заявлено, що бізнеси Ахметова переказали 2,1 млрд грн на допомогу та підтримку ЗСУ та ТРО. З 24 лютого до 1 липня 2022 року ця цифра склала 2,7 млрд грн.
За власними твердженнями, протягом 2022—2023 років Ахметов переказав на допомогу ЗСУ та ТРО від 4,3 до 6,7 млрд грн. У січні 2023 року Ахметов оголосив про запуск проєкту "Серце «Азовсталі» для допомоги захисникам Маріуполя та сім'ям загиблих воїнів.
У червні 2022 року Ахметов подав позов до Європейського суду з прав людини проти РФ щодо компенсації збитків від війни. А у серпні наступного року через фінансування сил оборони України росіяни порушили проти нього карну справу і наклали арешт на його майно в РФ.
У червні 2024 року його ініціатива «Сталевий Фронт» також передала Головному Управлінню Розвідки ЗСУ 3 броньовані десантно-штурмові корабля.
Є найбільшим донором ЗСУ. За даними NV, у квітні 2025 року найбільшим донатором в Україні серед бізнес-груп стала його СКМ. На оборонні та гуманітарні потреби з 24 лютого 2022 року по 1 березня 2025 року вона виділила 11,3 млрд грн.
Станом на лютий 2024 року, понад 12 тисяч співробітників його бізнесів стали до лав Збройних сил України. Загинули 846 працівників (військових і мирних), 97 осіб зникли безвісти, а 69 потрапили в полон.
У листопаді 2024 року стало відомо, що ДТЕК отримає 62,8 млн євро від Європейської комісії та 46,1 млн доларів від уряду США на відновлення зруйнованих російськими атаками потужностей і підготовку електростанцій до майбутньої зими.
Станом на середину серпня 2024 року допомога Україні та українцям від бізнесу SCM, Фонду Ахметова та ФК «Шахтар» досягла 10 млрд грн з початку війни.

## ФК Шахтар
15 жовтня 1995 року на стадіоні в Донецьку в результаті вибуху під час матчу між командами «Шахтар» та «Таврія» загинув попередній власник клубу «Шахтар» Ахать Брагін. 11 жовтня 1996 року став президентом ФК «Шахтар». У 1999 році за його ініціативою створена Академія ФК Шахтар для підготовки молодих гравців.
На чолі клубу змінив підхід до управління клубом і переклав оперативне керівництво на менеджерів. Команда п'ятнадцять разів ставала чемпіоном країни, п'ятнадцять разів вигравала Кубок України, дев'ять разів перемагала у матчах за Суперкубок України, а також вперше в історії України завоювала Кубок Ліги Європи УЄФА.
У 2009 році в Донецьку за ініціативи Ріната Ахметова було збудовано та відкрито футбольний стадіон «Донбас Арена», що був здатний вмістити більш ніж 50 000 глядачів. «Донбас Арену» було визнано кращим стадіоном Євро-2012, і вона потрапила до рейтингу 25 кращих стадіонів за всю історію Ліги Чемпіонів.
В умовах посилення політичної кризи і початку конфлікту на сході України ФК Шахтар покинув Донецьк у травні 2014 року. З весни 2014 року тренувальна база клубу знаходиться в Києві. Домашній стадіон поперемінно дислокується у Львові («Арена Львів», 2014—2017), Харкові («Металіст», 2017—2020), Києві (НСК «Олімпійський», з 2020 року).
Донбас Арена, в свою чергу, з серпня 2014 року і до втрати контролю над стадіоном в 2017 році була центром розподілення гуманітарної допомоги Гуманітарного штабу «Допоможемо» Фонду Ріната Ахметова.
Протягом бойових дій на Донбасі, Донбас Арена одержала численні ушкодження через попадання снарядів.

## Нагороди
- Орден князя Ярослава Мудрого V ст. (2010)[181]
- Орден «За заслуги» I ст.(2006),[182] II ст.(2004),[183] III ст.(2002)[184]
- Заслужений працівник фізичної культури і спорту України (1999)[185]
- Медаль «Шахтарська слава», I—III ступені
- Золота медаль Чемпіонату України по футболу (2002, 2005, 2006, 2008, 2010, 2011)
- Нагорода від Президента Пакистану за заслуги перед Пакистаном «Зірка Пакистану» (2007)[186]
- Лауреат премії «Визнання» — «за вагомий внесок в меценатство» (2008)[187][188]
- Звання «Почесний громадянин Донецька» (2006)[189]
- Почесний громадянин Харківської області (2008)[190]
- Нагорода УЄФА «Football Leadership Award» (2021)[191]

## Родина та особисте життя
- Батько: Леонід Ахметов, працював шахтарем, помер у 1991 році від захворювання легень[192]
- Мати: Някія Насредінівна — голова наглядової ради ЗАТ «СКМ»
- Дружина: Лілія Миколаївна Смирнова (1965 р.н.) — голова ревізійної комісії ЗАТ «СКМ»
- Брат: Ігор Ахметов (працював шахтарем, після перенесеного туберкульозу покинув роботу)[193]. Помер 24 січня 2021 року[194]
- Син: Дамір (1988 р.н.). 14 квітня 2017 року стало відомо, що у сина Даміра і його дружини Діани народилася дочка[195]
- Син: Алмір (1997 р.н.)

2 червня 2025 року журналісти Слідство.Інфо з'ясували, що Рінат Ахметов майже 18 років приховував стосунки з Аліною Литвиненко, їхніх двох спільних дітей, а також елітну нерухомість, оформлену на них: палац у Конча-Заспі, 12 гектарів землі та шале у французькому Куршевелі вартістю 78 мільйонів євро.

## Критика

### Зв'язки з криміналом
Деякі видання в Україні та європейських країнах неодноразово заявляли про імовірне «кримінальне минуле» Ахметова; наприклад, журналіст Тарас Кузьо, дослідник Іван Качановський та професор Hans van Zon повідомляють, що у 1980-х роках Ахметов був асистентом Ахатя Брагіна у незаконному бізнесі з торгівлі одягом: «Ще в 1986 році Рінат і його брат Ігор були залучені до злочинної діяльності». На початку 1990-х років Ахметов нібито незаконно почав купувати нерухомість в Донецьку за сприяння Володимира Малишева, генерал-лейтенанта Глави Міністерства внутрішніх справ в Донецькій області. Пізніше Малишев став начальником служби безпеки компанії Ахметова.
У книзі «Донецька мафія. Антологія» український дослідник Сергій Кузін стверджує, що Ахметов був причетний до мафії в ранні роки. У 2008 році книга була оголошена плагіатом Донецьким апеляційним судом, а автори книги Борис Пенчук, Сергій Кузін і Фонд «Антикорупція» зобов'язані виплатити 200 тис. гривень відшкодування за порушення авторських прав редактору регіонального тижневика «Кримінал-експрес», авторові книги «Хроніка донецького бандитизму» Олександру Кучинському, на основі нарисів якого і було підготовлено «Антологію».
Ендрю Вілсон, учений-спеціаліст з української політики, характеризує Ахметова як колишнього «лідера» в татарському клані Ахатя Брагіна, відповідального за використання мафіозних методів для витіснення «червоних директорів» з Індустріального союзу Донбасу. Сам олігарх у інтерв'ю заявив, що безпосередньо не був пов'язаним із криміналом.
У жовтні 1995 року Брагін, його колишній наставник і президент ФК «Шахтар», був підірваний разом з шістьма своїми охоронцями на клубному стадіоні під час матчу. Брагін та його соратники мали тривалий конфлікт з мафіозними групами і бізнесменами-конкурентами, і пережив кілька замахів на своє життя. Брагін, який, як вважають, відігравав провідну роль в українській мафії, після смерті був замінений Ахметовим на посаді президента «Шахтаря». Дехто пов'язує Ахметова зі смертю Брагіна. Після смерті Ахметов, як то кажуть, «дістав у спадок величезну фінансову імперію від Брагіна». Ахметов відповів на ці звинувачення під час інтерв'ю у 2010 році, заперечуючи, що він ніколи не успадковував гроші: «Я заробив свій перший мільйон на торгівлі вугіллям і коксом […] Це був ризик, але це було того варте».
У вересні 1999 року офіційний документ українського МВС «Огляд найнебезпечніших організованих злочинних структур в Україні» визначив Ахметова як лідера організованого злочинного угрупування. У документі група пов'язувалась з відмиванням грошей, фінансовим шахрайством і контролем за численними великими і фіктивними фірмами.
Після українських президентських виборів у 2004 році та помаранчевої революції, за повідомленнями журналів «Post-Soviet Affairs» і «The Nation», Ахметов був звинувачений у вбивстві і запідозрений у причетності до організованої злочинності в Донецькій області.
У червні 2005 року Сергій Корнич, керівник економічного відділу злочинів Міністерства внутрішніх справ, публічно заявив, що Ахметов був «головою організованої злочинної групи».
2011 року Геннадій Москаль, який у 2005 році був заступником міністра внутрішніх справ України, дав інтерв'ю українському журналу «Профіль», де він стверджував, що у 2005 році виконував доручення Віктора Ющенка із розслідування імовірної участі Ахметова в організованій злочинності. За словами Москаля, Міністерство внутрішніх справ України досліджувало всі інциденти, пов'язані зі зниклими безвісти в 1990-х роках у Донецькій області, які мали майно, що залишилося, та його нинішніх власників, але щонайменших зв'язків із Рінатом Ахметовим та його оточенням нібито так і не було знайдено. В інтерв'ю Москаль резюмував цю ситуацію таким чином: «На Ахметова у 2005-му нічого не було. Просто Ющенкові знадобився спонсор».

### Процес у британському суді
2007 року спроби інтернет-видання «Оглядач» написати докладну біографію Ахметова закінчилися гучним судовим процесом. Того року Ахметов подав до британського суду на українське інтернет-видання «Оглядач» за наклеп в циклі статей журналіста Тетяни Чорновол (відповідачами визначені були також тодішні головний редактор «Оглядача» Олег Медвєдєв і випусковий Ярослав Білик та сама Чорновол), яка в них зібрала унікальний матеріал спогадів жителів «Жовтневого», де пройшли дитинство та юність бізнесмена і виграв його. Британський адвокат бізнесмена заявив, що нетрадиційний для України позов саме до англійського суду було зроблено для того, щоб усі учасники справи були впевнені в справедливості судового розгляду. Однак британський суд в процесі не повідомив вчасно відповідача і не надав всіх можливостей для захисту.
В фіналі справи керівництво «Оглядача» змушене було вибачитись за «неперевірену і неправдиву інформацію» і погодилось виплатити 100 000 доларів США Ахметову, однак журналістка Тетяна Чорновол не захотіла вибачатись перед Ахметовим і вказала, що відповідає за кожне надруковане нею слово, та не зовсім розуміє, за що вибачався «Оглядач». Після успіху з виданням «Оглядач» у Лондоні представники сторони Ріната Ахметова подали позов на українську англомовну газету Kyiv Post. Процес закінчився домовленістю сторін із неоголошеними подробицями. 2010 року Kyiv Post заблокував доступ до свого українського вебсайту користувачам із Британії на знак протесту проти маніпуляції англійськими законами щодо наклепу.
У 2013 році Тетяна Чорновол опублікувала розширену і доповнену версію цих статей.
Цікаво, що у 2012 році Британія, внаслідок багатотисячних петицій та інших скандальних судових рішень, вирішила реформувати закони про наклеп, які привабили Ахметова та його адвокатів, а Конгрес Сполучених Штатів Америки був вимушений ухвалити закон, що заборонив американським громадянам вирішувати спори в британських судах, щоб убезпечитись від подібних випадків.
За припущенням багатьох ЗМІ, саме через своє кримінальне минуле Ахметов роками не може отримати візу для поїздки у США, попри те, що володіє у цій країні активами більш, ніж на 1 млрд доларів.